# Lorne Michaels
Pour les articles homonymes, voir Michaels.
Lorne Michaels, né le 17 novembre 1944 à Toronto, est un producteur, scénariste et acteur canadien.
Il est le créateur du Saturday Night Live.

## Biographie
Le 22 novembre 2016, Barack Obama lui décerne la médaille présidentielle de la Liberté.

## Filmographie

### Producteur
- 1970 : The Hart & Lorne Terrific Hour (série télévisée)
- 1975 : Lily Tomlin (TV)
- 1975 : Saturday Night Live
- 1976 : The Beach Boys Special (TV)
- 1977 : Things We Did Last Summer (TV)
- 1977 : The Paul Simon Special (TV)
- 1978 : All You Need Is Cash (TV)
- 1979 : Mr. Mike's Mondo Video
- 1980 : Gilda Live
- 1981 : Steve Martin's Best Show Ever (TV)
- 1982 : Simon and Garfunkel: The Concert in Central Park (TV)
- 1983 : The Coneheads (TV)
- 1984 : The New Show (série TV)
- 1984 : Nothing Lasts Forever (en)
- 1985 : The Best of John Belushi (vidéo)
- 1986 : The Best of Dan Aykroyd (vidéo)
- 1986 : Saturday Night Live: The Best of Robin Williams (vidéo)
- 1986 : Looney Tunes 50th Anniversary (TV)
- 1986 : Trois Amigos! (¡Three Amigos!)
- 1987 : The Best of Chevy Chase (vidéo)
- 1988 : Superman 50th Anniversary (TV)
- 1988 : Sunday Night (série TV)
- 1988 : The Kids in the Hall ("The Kids in the Hall") (série TV)
- 1989 : The Best of Gilda Radner (vidéo)
- 1989 : Saturday Night Live: 15th Anniversary (TV)
- 1991 : Saturday Night Live Goes Commercial (TV)
- 1991 : Lookwell (TV)
- 1992 : Wayne's World
- 1992 : Best of Saturday Night Live: Special Edition (vidéo)
- 1992 : Saturday Night Live: Presidential Bash (TV)
- 1992 : Frosty Returns (TV)
- 1993 : Coneheads
- 1993 : Late Night with Conan O'Brien (série TV)
- 1993 : Wayne's World 2
- 1994 : The Vacant Lot (série TV)
- 1994 : Lassie des amis pour la vie (Lassie)
- 1995 : Le Courage d'un con (Tommy Boy)
- 1995 : Stuart sauve sa famille (Stuart Saves His Family)
- 1996 : Black Sheep
- 1996 : Kids in the Hall: Brain Candy
- 1998 : Saturday Night Live: The Best of Phil Hartman (TV)
- 1998 : Saturday Night Live: The Best of Mike Myers (vidéo)
- 1998 : Saturday Night Live: The Best of Eddie Murphy (vidéo)
- 1998 : Saturday Night Live: The Best of Chris Farley (TV)
- 1998 : Une nuit au Roxbury (A Night at the Roxbury)
- 1999 : Saturday Night Live Christmas (vidéo)
- 1999 : Saturday Night Live: The Best of Chris Rock (TV)
- 1999 : Saturday Night Live: The Best of Steve Martin (TV)
- 1999 : Saturday Night Live: 25th Anniversary (TV)
- 1999 : Saturday Night Live: The Best of Adam Sandler (TV)
- 1999 : Saturday Night Live: The Best of Dana Carvey (TV)
- 1999 : Saturday Night Live: Game Show Parodies (TV)
- 1999 : Saturday Night Live: Best of the Clinton Scandal (TV)
- 1999 : SNL: 25 Years of Music (TV)
- 1999 : Superstar
- 2000 : Saturday Night Live: The Best of David Spade (TV)
- 2000 : Un homme à femmes (The Ladies Man) de Reginald Hudlin
- 2000 : Saturday Night Live: Presidential Bash 2000 (TV)
- 2001 : Enigma
- 2001 : Saturday Night Live: The Best of Molly Shannon (vidéo)
- 2001 : 50 Years of NBC Late Night (TV)
- 2002 : The Rutles 2: Can't Buy Me Lunch (TV)
- 2002 : America's Most Terrible Things (TV)
- 2002 : The Colin Quinn Show (série TV)
- 2002 : NBC 75th Anniversary Special (TV)
- 2002 : Saturday Night Live: The Best of Will Ferrell (TV)
- 2003 : Night of Too Many Stars (TV)
- 2003 : Late Night with Conan O'Brien: 10th Anniversary Special (TV)
- 2003 : Saturday Night Live: The Best of Chris Kattan (TV)
- 2003 : The Tracy Morgan Show (série TV)
- 2004 : Lolita malgré moi (Mean Girls)
- 2004 : Saturday Night Live: The Best of Cheri Oteri (TV)
- 2004 : Saturday Night Live: The Best of Tracy Morgan (vidéo)
- 2004 : Saturday Night Live: The Best of Christopher Walken (TV)
- 2004 : Saturday Night Live: Presidential Bash 2004 (TV)
- 2004 : Saturday Night Live: The Best of Tom Hanks (TV)
- 2005 : Saturday Night Live: The Best of Alec Baldwin (TV)
- 2006 : Sons & Daughters (série TV)
- 2015 : Les Cerveaux (Masterminds) de Jared Hess (avec John Goldwyn)
- 2020 : Des vampires dans le Bronx (Vampires vs. the Bronx)
- 2024 : Mean Girls : Lolita malgré moi (Mean Girls)

### Scénariste
- 1978 : All You Need Is Cash (TV) : Sleazy merchandiser
- 1973 : LIly (TV)
- 1975 : Lily (TV)
- 1976 : The Beach Boys Special (TV)
- 1977 : The Paul Simon Special (TV)
- 1980 : Gilda Live
- 1981 : Steve Martin's Best Show Ever (TV)
- 1985 : The Best of John Belushi (vidéo)
- 1986 : The Best of Dan Aykroyd (vidéo)
- 1986 : ¡Three Amigos!
- 2002 : NBC 75th Anniversary Special (TV)

### Acteur
- 1970 : That's Show Biz (série TV)
- 1970 : The Hart & Lorne Terrific Hour (série télévisée)